# Zakgeld
Zakgeld is een geldbedrag voor kleine dagelijkse uitgaven dat financieel niet-draagkrachtigen ontvangen van de persoon of instantie onder wiens of wier zorg zij vallen, meestal op reguliere basis. De naam zakgeld heeft vanouds betrekking op een aantal munten die men in de broekzak heeft.

## Gebruik van de term zakgeld
De term zakgeld wordt meestal gebruikt in de verhouding tussen ouder en kind. Een andere relatie is tussen hulpverleningsinstantie en cliënt. In traditionele gezinnen krijgt de mannelijke echtgenoot soms zakgeld mee van zijn vrouw, die het huishoudgeld beheert, maar omgekeerd zijn er ook vrouwen die zakgeld krijgen van hun man, bijvoorbeeld in een sterk patriarchale relatie. Een bijzonder gebruik van de term zakgeld die buiten de gangbare betekenis valt, is het geld dat Nederlandse erkende dienstweigerings kregen in plaats van wedde.
Dit artikel is opgesteld vanuit de verhouding tussen ouder en kind, maar geldt ook voor andere verhoudingen.

## Doel
Zakgeld voor kinderen kan twee doelen hebben. Gewoonlijk geeft zakgeld het kind wat zelfstandigheid waardoor de ouders niet voor de kleinste uitgaven hoeven op te draven. In de tweede plaats is er het belang voor de opvoeding en dit aspect wordt in de hedendaagse westerse cultuur meestal het belangrijkst gevonden. Door met zakgeld om te gaan kan het kind de waarde van geld leren kennen. Door zelf kleine uitgaven te kunnen doen, leert een kind hoeveel geld iets waard is.

## Uitgangspunten
Er bestaan geen vaste regels voor zakgeld, maar in de praktijk zijn de volgende vier ongeschreven regels te herkennen:
- vast bedrag
- vast tijdstip
- bestedingsdoeleinden zijn vastgelegd
- onafhankelijk van prestatie

Door een vast bedrag op een vast moment in de tijd te krijgen leert een kind dat geld soms 'op' kan zijn, waardoor hij uitgaven leert plannen.
Het bedrag dat wordt gegeven is afhankelijk van een aantal factoren:
- de leeftijd van het kind
- de financiële armslag van de ouders
- de uitgaven die het kind geacht wordt ervan te verrichten.

De bestedingsdoeleinden worden meestal door middel van afspraken met het kind vastgelegd. Voorbeelden zijn: speelgoed, snoep, cadeautjes, tijdschriften. Er kan ook worden afgesproken om een deel te sparen. 
Zakgeld wordt met regelmaat gegeven.
In de regel staat het zakgeld los van prestaties. Het wordt niet gebruikt als straf of beloning. Wel kan een kind extra zakgeld 'verdienen' door een karweitje te doen.
De leeftijd waarop kinderen voor het eerst zakgeld krijgen varieert. Veelal wordt begonnen met het geven van zakgeld rond het moment dat het kind begint te begrijpen wat geld inhoudt, kan tellen en (onder begeleiding) zelf kleine uitgaven mag doen. 
Zodra een kind zelf geld gaat verdienen (bijvoorbeeld met een krantenwijk) vermindert of stopt het geven van zakgeld, afhankelijk van hoe groot en hoe regulier de eigen inkomsten zijn.

## Kleedgeld
Een bijzondere vorm van zakgeld is kleedgeld. Kleedgeld is bedoeld voor de aanschaf van kleding, schoenen, persoonlijke verzorging etc. Het moment waarop een kind kleedgeld ontvangt valt vaak samen met het moment dat het kind zelfstandig kleding gaat kopen. Het kind leert hierdoor met grotere bedragen omgaan.